# リヴィエラ (水上機母艦)
|          |                                                                                               |
| 艦歴     |                                                                                               |
| 発注     |                                                                                               |
| 起工     | 1910年                                                                                        |
| 進水     | 1911年4月1日                                                                                  |
| 竣工     | 1911年6月（海峡連絡船として）                                                                 |
| 就役     |                                                                                               |
| 退役     | 1919年5月21日                                                                                 |
| その後   | 1919年に民間船として返還                                                                      |
| 除籍     |                                                                                               |
| 性能諸元 |                                                                                               |
| 排水量   | 1,850トン                                                                                     |
| 全長     | 316 ft (96 m) overall                                                                         |
| 全幅     | 41 ft (12 m)                                                                                  |
| 吃水     | 14 ft (4.3 m)                                                                                 |
| 機関     | バブコック・アンド・ウィルコックス式水管缶6基 パーソンズ式蒸気タービン3基、3軸推進、11,000shp |
| 最大速   | 20.5ノット                                                                                    |
| 乗員     | 250名                                                                                         |
| 兵装     | 4インチ砲2門 6ポンド砲1門                                                                     |
| 搭載機   |                                                                                               |

リヴィエラ (HMS Riviera) は、イギリス海軍の水上機母艦。

## 艦歴
「リヴィエラ」はサウスイースト・アンド・チャタム・レールウェイ社の海峡連絡船としてダンバートンのウィリアム・デニー・アンド・ブラザース社で建造された。海軍本部の要求により1914年8月11日に海軍に取得され、チャタム工廠で4機の水上機を運用できる様改装された。
就役後は水上機母艦「エンガディン」、「エンプレス」と共にハリッジを拠点として活動した。3隻から発艦した航空機は1914年のクリスマスに行われたクックスハーフェン襲撃に参加し、ツェッペリン飛行船を攻撃した。「リヴィエラ」の乗組員の中には、作家として有名なロバート・アースキン・チルダーズもいた。「リヴィエラ」はその後ドーバー海峡の偵察に従事し、1918年6月に地中海へ移動した。
1919年、「リヴィエラ」は「レイアーズ・アイル (RTMS Lairds Isle)」の船名で民間船としての使用に戻った。その後1939年8月28日、再び「レイアーズ・アイル (HMS Laird's Isle)」として軍務に就き、武装輸送船としてノルマンディー上陸作戦に参加、戦車や上陸用舟艇を輸送した。
「レイアーズ・アイル」は1946年に再び民間船としての使用に戻った。